# 卡尔蒂奇
卡尔蒂奇是奥地利蒂罗尔州利恩茨县的一个市镇。总面积58.91平方公里，总人口878人，人口密度14.9人/平方公里（2005年）。